# Sante Begalli
Sante Begalli (Verona, 21 agosto 1931 – 13 aprile 2008) è stato un calciatore italiano, di ruolo difensore e centrocampista.
È citato anche come Begali.

## Carriera
Inizia la carriera nell'Olympia Verona, per passare nel 1949 passa al Verona club con cui esordisce nella Serie B 1949-1950 e con cui ottiene il nono posto.
In gialloblu gioca otto stagioni, vincendo il campionato cadetto nell'annata 1956-1957.
Nel 1957 passa al Genoa in Serie A, club con cui gioca due incontri: la sconfitta esterna per 4-0 con il Napoli dell'8 settembre 1957 e la sconfitta casalinga per 4-1 contro il Padova del 15 settembre.
Con i rossoblu termina il campionato al tredicesimo posto.
Nel 1958 torna al Verona, nel frattempo tornato in cadetteria. Con gli scaligeri gioca altre quattro stagioni tra i cadetti, sfiorando la promozione al termine della Serie B 1961-1962, terminata ad un punto dai promossi Modena e Napoli.
Fu capitano dell'Hellas Verona, club di cui vestì la maglia in 207 occasioni. In suo ricordo, dopo la sua scomparsa avvenuta nel 2008 dopo una breve malattia, è stato istituito un premio che porta il suo nome che viene assegnato al giocatore dei gialloblu più corretto in base ai minuti giocati.

## Palmarès

### Club

#### Competizioni nazionali
- Serie B: 1

Verona: 1956-1957